# Daewoo G2X

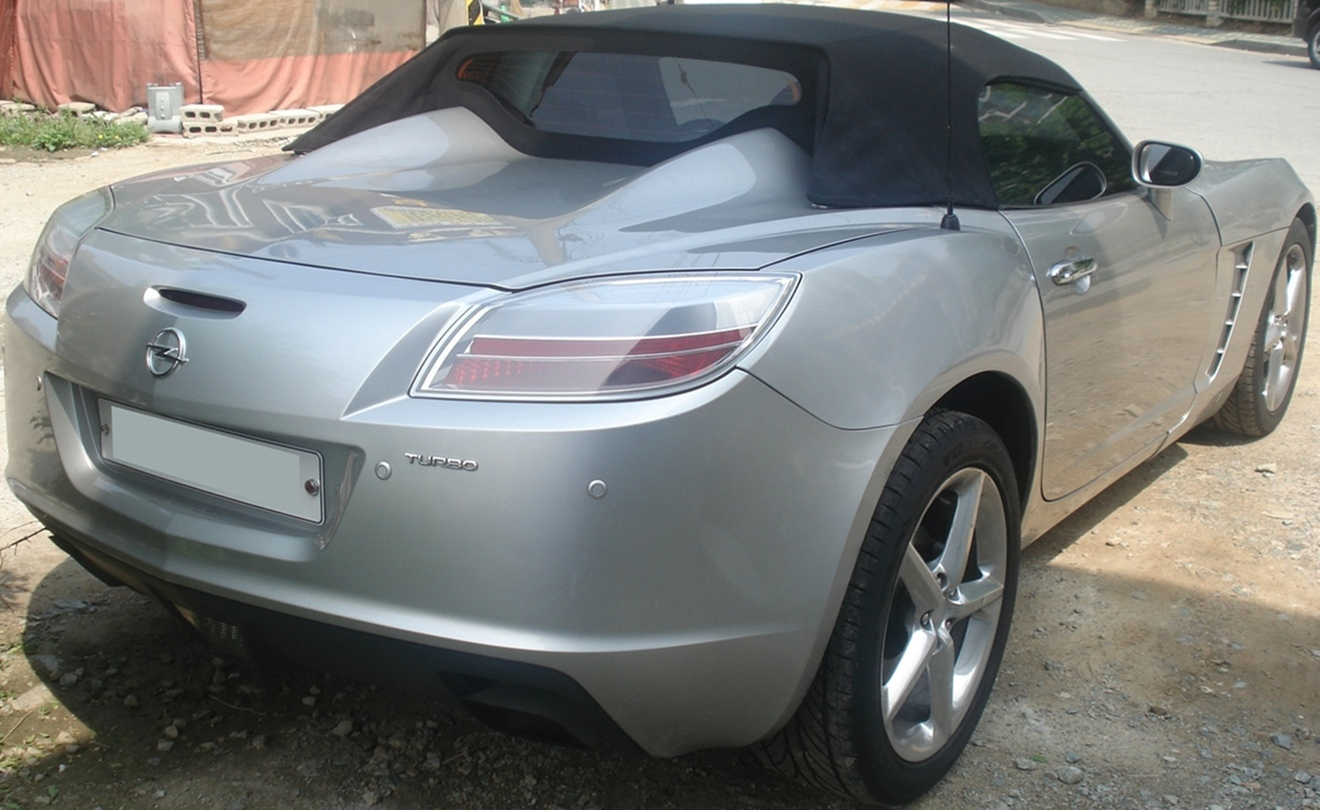
Heckansicht eines baugleichen Opel GT

Der Daewoo G2X ist baugleich mit dem Saturn Sky, der im März 2006 auf dem Genfer Auto-Salon vorgestellt wurde und zum Cabrio des Jahres 2007 gewählt war. Der G2X wurde für den koreanischen Markt hergestellt. Er basiert wie der Opel GT auf der Kappa-Plattform (Motor vorne, Antrieb hinten) des Opel-Mutterkonzerns GM, auf der zum Beispiel auch der Pontiac Solstice aufgebaut wird. Der G2X wird in Korea gefertigt; der Solstice, der Saturn Sky und der Opel GT hingegen in Wilmington im US-Bundesstaat Delaware.

## Technik
Das Modell hat einen 2,0-l-Turbo-Ecotec-Vierzylindermotor mit einer Leistung von 194 kW (264 PS), Benzin-Direkteinspritzung, doppelter variabler Nockenwellenverstellung und zweiflutigem Turbolader mit Ladeluftkühlung. Sechs- und Achtzylinder-Motoren wurden von GM abgelehnt. Der Motor ist vom 2,2-Liter-Motor abgeleitet, der bereits aus dem Opel Vectra und dem Signum bekannt ist.
Das maximale Drehmoment liegt bei 353 Nm, der Wagen kann von 0 auf 100 km/h in 5,7 Sekunden beschleunigen und die Höchstgeschwindigkeit liegt bei 229 km/h (Werksangaben, die sich auf die Beschleunigung bis 60 Meilen pro Stunde beziehen und fälschlicherweise übersetzt wurden als 0 auf 100 km/h).
Serienmäßig sind ein manuell zu schaltendes 5-Gang-Sport-Getriebe, ein Sperrdifferential sowie ein Sportfahrwerk.
Der Daewoo G2X ist 4100 mm lang, 1813 mm breit, 1274 mm hoch und hat 2415 mm Radstand. Wie schon der Opel Speedster verfügt auch der GT über ein Stoffverdeck.

### Weitere Besonderheiten
Der Schwerpunkt liegt sehr niedrig. Zusammen mit der ausbalancierten 51:49 Front-/Heck-Gewichtsverteilung werden so hohe Kurvengeschwindigkeiten mit einer Querbeschleunigung von bis zu 1,35g (Sachskurve – Hockenheimring) ermöglicht.
Weiteres Merkmal des Chassis ist eine Torsionsstütze zwischen Getriebe und Hinterachse, die Lastwechselreaktionen beim Beschleunigen und Bremsen auffängt.

### Besondere Merkmale des Motors
- Stahlgeschmiedete Kurbelwelle
- Geschmiedete Pleuelstangen
- Zwei gegenläufige Ausgleichswellen
- Zweiflutiger Turbolader (Twin-Scroll-Prinzip) mit Schubumluftventil
- Direkteinspritzung über Mehrloch-Einspritzdüsen
- Natriumgekühlte Auslassventile

## Ausstattung
- 8x18-Zoll-Leichtmetallräder (Aluminium) mit Reifen 245/45R18
- 70 %-Sperrdifferential
- Stoffverdeck mit beheizbarer Glas-Heckscheibe
- Fahrer- und Beifahrerairbag, Antiblockiersystem, Elektronisches Stabilitätsprogramm
- Doppelte Dreieckslenker, aus Aluminium geschmiedet, vorn und hinten